# Badr Banoun
Badr Banoun (ur. 30 września 1993 w Casablance) – marokański piłkarz występujący na pozycji obrońcy w marokańskim klubie Raja Casablanca oraz w reprezentacji Maroka. Grał w takich zespołach jak Widad Fez oraz RSB.